# Dragoslav Ražnatović
Dragoslav Ražnatović (en serbe : Драгослав Ражњатовић), né le 19 avril 1941 à Vranje, dans la République socialiste de Serbie, est un ancien joueur yougoslave de basket-ball.

## Carrière

### Palmarès
- 3e du championnat d'Europe 1963
- Finaliste du championnat du monde 1963
- Finaliste du championnat d'Europe 1965
- Finaliste du championnat du monde 1967
- Finaliste des Jeux olympiques 1968